# Melaneremus jacobsoni
Melaneremus jacobsoni är en insektsart som först beskrevs av Griffini 1913.  Melaneremus jacobsoni ingår i släktet Melaneremus och familjen Gryllacrididae. Inga underarter finns listade i Catalogue of Life.